# 大村真耶
大村 真耶（おおむら まや、1987年9月11日 - ）は、関西を中心に活躍するタレント、ディスクジョッキー、近畿大学卒業。

## 現在出演中の番組
- DELICIOUS DONUT（α-STATION、月曜19:00～20:00）